# AKB48グループ・じゃんけん大会2014 〜拳で勝ち取れ!1/300ソロデビュー争奪戦〜
『AKB48グループ・じゃんけん大会2014〜拳で勝ち取れ!1/300ソロデビュー争奪戦〜』（エーケービーフォーティエイトグループ・じゃんけんたいかい2014 こぶしでかちとれ さんびゃくぶんのいちソロデビューそうだつせん）は、日本の女性アイドルグループ・AKB48グループにより開催されたイベントである。イベントの内容はAKB48グループのメンバーによるじゃんけんであり、優勝者にはソロデビューの権利が与えられた。
イベントの本戦は2014年9月17日に日本武道館で開催された。優勝者はNMB48（当時SKE48と兼任）の渡辺美優紀となり、楽曲「やさしくするよりキスをして」でソロデビューを果たした。このほか、上位16人のうち渡辺を除く15人は同楽曲のシングルCDのカップリング曲「春風ピアニッシモ」の歌唱メンバーとなった。
大会の模様は、フジテレビで9月18日（17日深夜）1時40分 - 4時00分に録画放送された。

## エントリーとトーナメントの流れ
太字は勝利者
所属のうち「研」はAKB48研究生、「乃」は乃木坂46を示す。
出場辞退者は取り消し線で表記。
| ブロ ック | 1回戦   | 1回戦                 | 1回戦   | 2回戦                 | 3回戦               | 4回戦                 | 準々決勝            | 準決勝              | 決勝                |
| ブロ ック | No.     | 氏名                  | 所属    | 2回戦                 | 3回戦               | 4回戦                 | 準々決勝            | 準決勝              | 決勝                |
| --------- | ------- | --------------------- | ------- | --------------------- | ------------------- | --------------------- | ------------------- | ------------------- | ------------------- |
| A         | 1 2     | 川本紗矢 渋谷凪咲     | B BII/4 | 川本紗矢 北原里英     | 川本紗矢 矢倉楓子   | 川本紗矢 柏木由紀     | 川本紗矢 大和田南那 | 川本紗矢 小嶋陽菜   | 小嶋陽菜 渡辺美優紀 |
| A         | 3 4     | 北原里英 木下春奈     | K BII   | 川本紗矢 北原里英     | 川本紗矢 矢倉楓子   | 川本紗矢 柏木由紀     | 川本紗矢 大和田南那 | 川本紗矢 小嶋陽菜   | 小嶋陽菜 渡辺美優紀 |
| A         | 5 6     | 小嶋菜月 鈴木紫帆里   | A K     | 小嶋菜月 矢倉楓子     | 川本紗矢 矢倉楓子   | 川本紗矢 柏木由紀     | 川本紗矢 大和田南那 | 川本紗矢 小嶋陽菜   | 小嶋陽菜 渡辺美優紀 |
| A         | 7 8     | 矢倉楓子 小林香菜     | M/A K   | 小嶋菜月 矢倉楓子     | 川本紗矢 矢倉楓子   | 川本紗矢 柏木由紀     | 川本紗矢 大和田南那 | 川本紗矢 小嶋陽菜   | 小嶋陽菜 渡辺美優紀 |
| A         | 9 10    | 河野早紀 茂木忍       | N 4     | 茂木忍 山本彩         | 山本彩 柏木由紀     | 川本紗矢 柏木由紀     | 川本紗矢 大和田南那 | 川本紗矢 小嶋陽菜   | 小嶋陽菜 渡辺美優紀 |
| A         | 11 12   | 高橋みなみ 山本彩     | A N/K   | 茂木忍 山本彩         | 山本彩 柏木由紀     | 川本紗矢 柏木由紀     | 川本紗矢 大和田南那 | 川本紗矢 小嶋陽菜   | 小嶋陽菜 渡辺美優紀 |
| A         | 13 14   | 柏木由紀 橋本耀       | B/N B   | 柏木由紀 本田仁美     | 山本彩 柏木由紀     | 川本紗矢 柏木由紀     | 川本紗矢 大和田南那 | 川本紗矢 小嶋陽菜   | 小嶋陽菜 渡辺美優紀 |
| A         | 15      | 本田仁美              | 8       | 柏木由紀 本田仁美     | 山本彩 柏木由紀     | 川本紗矢 柏木由紀     | 川本紗矢 大和田南那 | 川本紗矢 小嶋陽菜   | 小嶋陽菜 渡辺美優紀 |
| B         | 16 17   | 川栄李奈 木﨑ゆりあ   | A 4     | 木﨑ゆりあ 東由樹     | 東由樹 神門沙樹     | 東由樹 大和田南那     | 川本紗矢 大和田南那 | 川本紗矢 小嶋陽菜   | 小嶋陽菜 渡辺美優紀 |
| B         | 18 19   | 植木南央 東由樹       | KIV M   | 木﨑ゆりあ 東由樹     | 東由樹 神門沙樹     | 東由樹 大和田南那     | 川本紗矢 大和田南那 | 川本紗矢 小嶋陽菜   | 小嶋陽菜 渡辺美優紀 |
| B         | 20 21   | 神門沙樹 佐々木優佳里 | KII 4   | 神門沙樹 倉持明日香   | 東由樹 神門沙樹     | 東由樹 大和田南那     | 川本紗矢 大和田南那 | 川本紗矢 小嶋陽菜   | 小嶋陽菜 渡辺美優紀 |
| B         | 22      | 倉持明日香            | B       | 神門沙樹 倉持明日香   | 東由樹 神門沙樹     | 東由樹 大和田南那     | 川本紗矢 大和田南那 | 川本紗矢 小嶋陽菜   | 小嶋陽菜 渡辺美優紀 |
| B         | 23 24   | 大和田南那 大家志津香 | B       | 大和田南那 熊沢世莉奈 | 大和田南那 前田亜美 | 東由樹 大和田南那     | 川本紗矢 大和田南那 | 川本紗矢 小嶋陽菜   | 小嶋陽菜 渡辺美優紀 |
| B         | 25 26   | 熊沢世莉奈 大森美優   | KIV 4   | 大和田南那 熊沢世莉奈 | 大和田南那 前田亜美 | 東由樹 大和田南那     | 川本紗矢 大和田南那 | 川本紗矢 小嶋陽菜   | 小嶋陽菜 渡辺美優紀 |
| B         | 27 28   | 湯本亜美 梅本泉       | K H     | 湯本亜美 前田亜美     | 大和田南那 前田亜美 | 東由樹 大和田南那     | 川本紗矢 大和田南那 | 川本紗矢 小嶋陽菜   | 小嶋陽菜 渡辺美優紀 |
| B         | 29      | 前田亜美              | A       | 湯本亜美 前田亜美     | 大和田南那 前田亜美 | 東由樹 大和田南那     | 川本紗矢 大和田南那 | 川本紗矢 小嶋陽菜   | 小嶋陽菜 渡辺美優紀 |
| C         | 30 31   | 高橋朱里 田野優花     | B K     | 田野優花 篠崎彩奈     | 田野優花 荒井優希   | 荒井優希 小嶋陽菜     | 小嶋陽菜 宮崎美穂   | 川本紗矢 小嶋陽菜   | 小嶋陽菜 渡辺美優紀 |
| C         | 32 33   | 名取稚菜 篠崎彩奈     | B 4     | 田野優花 篠崎彩奈     | 田野優花 荒井優希   | 荒井優希 小嶋陽菜     | 小嶋陽菜 宮崎美穂   | 川本紗矢 小嶋陽菜   | 小嶋陽菜 渡辺美優紀 |
| C         | 34 35   | 荒井優希 下口ひなな   | KII K   | 荒井優希 森川彩香     | 田野優花 荒井優希   | 荒井優希 小嶋陽菜     | 小嶋陽菜 宮崎美穂   | 川本紗矢 小嶋陽菜   | 小嶋陽菜 渡辺美優紀 |
| C         | 35      | 森川彩香              | A       | 荒井優希 森川彩香     | 田野優花 荒井優希   | 荒井優希 小嶋陽菜     | 小嶋陽菜 宮崎美穂   | 川本紗矢 小嶋陽菜   | 小嶋陽菜 渡辺美優紀 |
| C         | 36 37   | 髙島祐利奈 飯野雅     | 4 研    | 飯野雅 小嶋陽菜       | 小嶋陽菜 高木由麻奈 | 荒井優希 小嶋陽菜     | 小嶋陽菜 宮崎美穂   | 川本紗矢 小嶋陽菜   | 小嶋陽菜 渡辺美優紀 |
| C         | 38 39   | 生駒里奈 小嶋陽菜     | B/乃 A  | 飯野雅 小嶋陽菜       | 小嶋陽菜 高木由麻奈 | 荒井優希 小嶋陽菜     | 小嶋陽菜 宮崎美穂   | 川本紗矢 小嶋陽菜   | 小嶋陽菜 渡辺美優紀 |
| C         | 40 41   | 込山榛香 大川莉央     | 4       | 込山榛香 高木由麻奈   | 小嶋陽菜 高木由麻奈 | 荒井優希 小嶋陽菜     | 小嶋陽菜 宮崎美穂   | 川本紗矢 小嶋陽菜   | 小嶋陽菜 渡辺美優紀 |
| C         | 42      | 高木由麻奈            | KII     | 込山榛香 高木由麻奈   | 小嶋陽菜 高木由麻奈 | 荒井優希 小嶋陽菜     | 小嶋陽菜 宮崎美穂   | 川本紗矢 小嶋陽菜   | 小嶋陽菜 渡辺美優紀 |
| D         | 43 44   | 朝長美桜 松岡菜摘     | KIV/B H | 朝長美桜 入山杏奈     | 朝長美桜 島崎遥香   | 朝長美桜 宮崎美穂     | 小嶋陽菜 宮崎美穂   | 川本紗矢 小嶋陽菜   | 小嶋陽菜 渡辺美優紀 |
| D         | 45 46   | 入山杏奈 石塚朱莉     | A M     | 朝長美桜 入山杏奈     | 朝長美桜 島崎遥香   | 朝長美桜 宮崎美穂     | 小嶋陽菜 宮崎美穂   | 川本紗矢 小嶋陽菜   | 小嶋陽菜 渡辺美優紀 |
| D         | 47 48   | 武藤十夢 内山命       | A KII   | 武藤十夢 島崎遥香     | 朝長美桜 島崎遥香   | 朝長美桜 宮崎美穂     | 小嶋陽菜 宮崎美穂   | 川本紗矢 小嶋陽菜   | 小嶋陽菜 渡辺美優紀 |
| D         | 49      | 島崎遥香              | A       | 武藤十夢 島崎遥香     | 朝長美桜 島崎遥香   | 朝長美桜 宮崎美穂     | 小嶋陽菜 宮崎美穂   | 川本紗矢 小嶋陽菜   | 小嶋陽菜 渡辺美優紀 |
| D         | 50 51   | 後藤萌咲 小林茉里奈   | K 4     | 小林茉里奈 宮崎美穂   | 宮崎美穂 横島亜衿   | 朝長美桜 宮崎美穂     | 小嶋陽菜 宮崎美穂   | 川本紗矢 小嶋陽菜   | 小嶋陽菜 渡辺美優紀 |
| D         | 52 53   | 宮崎美穂 相笠萌       | K       | 小林茉里奈 宮崎美穂   | 宮崎美穂 横島亜衿   | 朝長美桜 宮崎美穂     | 小嶋陽菜 宮崎美穂   | 川本紗矢 小嶋陽菜   | 小嶋陽菜 渡辺美優紀 |
| D         | 54 55   | 野澤玲奈 横島亜衿     | B       | 横島亜衿 田名部生来   | 宮崎美穂 横島亜衿   | 朝長美桜 宮崎美穂     | 小嶋陽菜 宮崎美穂   | 川本紗矢 小嶋陽菜   | 小嶋陽菜 渡辺美優紀 |
| D         | 56      | 田名部生来            | B       | 横島亜衿 田名部生来   | 宮崎美穂 横島亜衿   | 朝長美桜 宮崎美穂     | 小嶋陽菜 宮崎美穂   | 川本紗矢 小嶋陽菜   | 小嶋陽菜 渡辺美優紀 |
| E         | 57 58   | 市川愛美 兒玉遥       | A H/K   | 兒玉遥 高城亜樹       | 高城亜樹 岡田奈々   | 岡田奈々 岩立沙穂     | 岩立沙穂 永尾まりや | 岩立沙穂 渡辺美優紀 | 小嶋陽菜 渡辺美優紀 |
| E         | 59 60   | 古畑奈和 高城亜樹     | KII/A B | 兒玉遥 高城亜樹       | 高城亜樹 岡田奈々   | 岡田奈々 岩立沙穂     | 岩立沙穂 永尾まりや | 岩立沙穂 渡辺美優紀 | 小嶋陽菜 渡辺美優紀 |
| E         | 61 62   | 加藤智子 小笠原茉由   | KII B   | 小笠原茉由 岡田奈々   | 高城亜樹 岡田奈々   | 岡田奈々 岩立沙穂     | 岩立沙穂 永尾まりや | 岩立沙穂 渡辺美優紀 | 小嶋陽菜 渡辺美優紀 |
| E         | 63      | 岡田奈々              | 4       | 小笠原茉由 岡田奈々   | 高城亜樹 岡田奈々   | 岡田奈々 岩立沙穂     | 岩立沙穂 永尾まりや | 岩立沙穂 渡辺美優紀 | 小嶋陽菜 渡辺美優紀 |
| E         | 64 65   | 岡田彩花 大島涼花     | 4 B     | 大島涼花 宮脇咲良     | 宮脇咲良 岩立沙穂   | 岡田奈々 岩立沙穂     | 岩立沙穂 永尾まりや | 岩立沙穂 渡辺美優紀 | 小嶋陽菜 渡辺美優紀 |
| E         | 66 67   | 宮脇咲良 北澤早紀     | KIV/A 4 | 大島涼花 宮脇咲良     | 宮脇咲良 岩立沙穂   | 岡田奈々 岩立沙穂     | 岩立沙穂 永尾まりや | 岩立沙穂 渡辺美優紀 | 小嶋陽菜 渡辺美優紀 |
| E         | 68 69   | 岩立沙穂 福岡聖菜     | 4 B     | 岩立沙穂 石田安奈     | 宮脇咲良 岩立沙穂   | 岡田奈々 岩立沙穂     | 岩立沙穂 永尾まりや | 岩立沙穂 渡辺美優紀 | 小嶋陽菜 渡辺美優紀 |
| E         | 70      | 石田安奈              | KII     | 岩立沙穂 石田安奈     | 宮脇咲良 岩立沙穂   | 岡田奈々 岩立沙穂     | 岩立沙穂 永尾まりや | 岩立沙穂 渡辺美優紀 | 小嶋陽菜 渡辺美優紀 |
| F         | 71 72   | 行天優莉奈 佐藤妃星   | 8 4     | 佐藤妃星 峯岸みなみ   | 佐藤妃星 阿部マリア | 佐藤妃星 永尾まりや   | 岩立沙穂 永尾まりや | 岩立沙穂 渡辺美優紀 | 小嶋陽菜 渡辺美優紀 |
| F         | 73 74   | 峯岸みなみ 村山彩希   | 4       | 佐藤妃星 峯岸みなみ   | 佐藤妃星 阿部マリア | 佐藤妃星 永尾まりや   | 岩立沙穂 永尾まりや | 岩立沙穂 渡辺美優紀 | 小嶋陽菜 渡辺美優紀 |
| F         | 75 76   | 渡辺麻友 阿部マリア   | B K     | 阿部マリア 髙塚夏生   | 佐藤妃星 阿部マリア | 佐藤妃星 永尾まりや   | 岩立沙穂 永尾まりや | 岩立沙穂 渡辺美優紀 | 小嶋陽菜 渡辺美優紀 |
| F         | 77      | 髙塚夏生              | KII     | 阿部マリア 髙塚夏生   | 佐藤妃星 阿部マリア | 佐藤妃星 永尾まりや   | 岩立沙穂 永尾まりや | 岩立沙穂 渡辺美優紀 | 小嶋陽菜 渡辺美優紀 |
| F         | 78 79   | 梅田綾乃 伊豆田莉奈   | B       | 梅田綾乃 永尾まりや   | 永尾まりや 西山怜那 | 佐藤妃星 永尾まりや   | 岩立沙穂 永尾まりや | 岩立沙穂 渡辺美優紀 | 小嶋陽菜 渡辺美優紀 |
| F         | 80 81   | 永尾まりや 前田美月   | K 4     | 梅田綾乃 永尾まりや   | 永尾まりや 西山怜那 | 佐藤妃星 永尾まりや   | 岩立沙穂 永尾まりや | 岩立沙穂 渡辺美優紀 | 小嶋陽菜 渡辺美優紀 |
| F         | 82 83   | 藤田奈那 岩佐美咲     | A K     | 藤田奈那 西山怜那     | 永尾まりや 西山怜那 | 佐藤妃星 永尾まりや   | 岩立沙穂 永尾まりや | 岩立沙穂 渡辺美優紀 | 小嶋陽菜 渡辺美優紀 |
| F         | 84      | 西山怜那              | A       | 藤田奈那 西山怜那     | 永尾まりや 西山怜那 | 佐藤妃星 永尾まりや   | 岩立沙穂 永尾まりや | 岩立沙穂 渡辺美優紀 | 小嶋陽菜 渡辺美優紀 |
| G         | 85 86   | 中村麻里子 薮下柊     | A BII   | 薮下柊 岩田華怜       | 薮下柊 中西智代梨   | 中西智代梨 小谷里歩   | 小谷里歩 渡辺美優紀 | 岩立沙穂 渡辺美優紀 | 小嶋陽菜 渡辺美優紀 |
| G         | 87 88   | 島田晴香 岩田華怜     | K A     | 薮下柊 岩田華怜       | 薮下柊 中西智代梨   | 中西智代梨 小谷里歩   | 小谷里歩 渡辺美優紀 | 岩立沙穂 渡辺美優紀 | 小嶋陽菜 渡辺美優紀 |
| G         | 89 90   | 加藤玲奈 内山奈月     | 4 B     | 内山奈月 中西智代梨   | 薮下柊 中西智代梨   | 中西智代梨 小谷里歩   | 小谷里歩 渡辺美優紀 | 岩立沙穂 渡辺美優紀 | 小嶋陽菜 渡辺美優紀 |
| G         | 91      | 中西智代梨            | A       | 内山奈月 中西智代梨   | 薮下柊 中西智代梨   | 中西智代梨 小谷里歩   | 小谷里歩 渡辺美優紀 | 岩立沙穂 渡辺美優紀 | 小嶋陽菜 渡辺美優紀 |
| G         | 92 93   | 鈴木まりや 向井地美音 | SII/K 4 | 向井地美音 松井珠理奈 | 松井珠理奈 小谷里歩 | 中西智代梨 小谷里歩   | 小谷里歩 渡辺美優紀 | 岩立沙穂 渡辺美優紀 | 小嶋陽菜 渡辺美優紀 |
| G         | 94 95   | 松井珠理奈 横山由依   | S/K K   | 向井地美音 松井珠理奈 | 松井珠理奈 小谷里歩 | 中西智代梨 小谷里歩   | 小谷里歩 渡辺美優紀 | 岩立沙穂 渡辺美優紀 | 小嶋陽菜 渡辺美優紀 |
| G         | 96 97   | 達家真姫宝 小谷里歩   | A N     | 小谷里歩 西野未姫     | 松井珠理奈 小谷里歩 | 中西智代梨 小谷里歩   | 小谷里歩 渡辺美優紀 | 岩立沙穂 渡辺美優紀 | 小嶋陽菜 渡辺美優紀 |
| G         | 98      | 西野未姫              | 4       | 小谷里歩 西野未姫     | 松井珠理奈 小谷里歩 | 中西智代梨 小谷里歩   | 小谷里歩 渡辺美優紀 | 岩立沙穂 渡辺美優紀 | 小嶋陽菜 渡辺美優紀 |
| H         | 99 100  | 江籠裕奈 中田ちさと   | KII A   | 江籠裕奈 沖田彩華     | 江籠裕奈 内田眞由美 | 内田眞由美 渡辺美優紀 | 小谷里歩 渡辺美優紀 | 岩立沙穂 渡辺美優紀 | 小嶋陽菜 渡辺美優紀 |
| H         | 101 102 | 沖田彩華 石田晴香     | M K     | 江籠裕奈 沖田彩華     | 江籠裕奈 内田眞由美 | 内田眞由美 渡辺美優紀 | 小谷里歩 渡辺美優紀 | 岩立沙穂 渡辺美優紀 | 小嶋陽菜 渡辺美優紀 |
| H         | 103 104 | 竹内美宥 内田眞由美   | B K     | 内田眞由美 平田梨奈   | 江籠裕奈 内田眞由美 | 内田眞由美 渡辺美優紀 | 小谷里歩 渡辺美優紀 | 岩立沙穂 渡辺美優紀 | 小嶋陽菜 渡辺美優紀 |
| H         | 105     | 平田梨奈              | B       | 内田眞由美 平田梨奈   | 江籠裕奈 内田眞由美 | 内田眞由美 渡辺美優紀 | 小谷里歩 渡辺美優紀 | 岩立沙穂 渡辺美優紀 | 小嶋陽菜 渡辺美優紀 |
| H         | 106 107 | 小嶋真子 土保瑞希     | K 4     | 小嶋真子 太田奈緒     | 太田奈緒 渡辺美優紀 | 内田眞由美 渡辺美優紀 | 小谷里歩 渡辺美優紀 | 岩立沙穂 渡辺美優紀 | 小嶋陽菜 渡辺美優紀 |
| H         | 108 109 | 田北香世子 太田奈緒   | A 8     | 小嶋真子 太田奈緒     | 太田奈緒 渡辺美優紀 | 内田眞由美 渡辺美優紀 | 小谷里歩 渡辺美優紀 | 岩立沙穂 渡辺美優紀 | 小嶋陽菜 渡辺美優紀 |
| H         | 110 111 | 岡田栞奈 松井咲子     | KIV A   | 松井咲子 渡辺美優紀   | 太田奈緒 渡辺美優紀 | 内田眞由美 渡辺美優紀 | 小谷里歩 渡辺美優紀 | 岩立沙穂 渡辺美優紀 | 小嶋陽菜 渡辺美優紀 |
| H         | 112     | 渡辺美優紀            | BII/S   | 松井咲子 渡辺美優紀   | 太田奈緒 渡辺美優紀 | 内田眞由美 渡辺美優紀 | 小谷里歩 渡辺美優紀 | 岩立沙穂 渡辺美優紀 | 小嶋陽菜 渡辺美優紀 |

## 結果
| 順位 | No. | 氏名       | 所属  | 備考                                 |
| ---- | --- | ---------- | ----- | ------------------------------------ |
| 1位  | 112 | 渡辺美優紀 | BII/S | 「やさしくするよりキスをして」ソロ曲 |
| 2位  | 39  | 小嶋陽菜   | A     | 「春風ピアニッシモ」センター         |
| 3位  | 1   | 川本紗矢   | B     |                                      |
| 4位  | 68  | 岩立沙穂   | 4     |                                      |
| 5位  | 52  | 宮崎美穗   | K     |                                      |
| 6位  | 97  | 小谷里歩   | N     |                                      |
| 7位  | 80  | 永尾まりや | K     |                                      |
| 8位  | 23  | 大和田南那 | B     |                                      |
| 9位  | 19  | 東由樹     | M     |                                      |
| 10位 | 104 | 内田眞由美 | K     |                                      |
| 11位 | 43  | 朝長美桜   | KIV/B |                                      |
| 12位 | 72  | 佐藤妃星   | 4     |                                      |
| 13位 | 34  | 荒井優希   | KII   |                                      |
| 14位 | 63  | 岡田奈々   | 4     |                                      |
| 15位 | 13  | 柏木由紀   | B/N   |                                      |
| 16位 | 91  | 中西智代梨 | A     |                                      |

## 裏じゃんけん大会
正式名称は「AKB48グループ 裏じゃんけん大会2014 最弱女王決定戦」。じゃんけん大会の本戦および予選で1度も勝てていないメンバー （直接本戦に出場して一度も勝てずに敗退したメンバーおよび予選に出場して一度も勝てずに敗退したメンバー）を対象として本大会とは逆に負けたメンバーが残っていく方式で「じゃんけんの女神から最も見放された」最弱女王を決める戦い。2014年9月6日に行われた握手会の裏で各グループの予選の予選に出場して一度も勝てずに敗退したメンバーを対象に各グループごとの「裏じゃんけん大会の予選」が行われた。その結果AKB48チーム8からは濱咲友菜と高岡薫、SKE48は松村香織と大矢真那、NMB48は白間美瑠と上枝恵美加、HKT48は外園葉月と今田美奈がそれぞれ代表となった。また2014年9月17日の本大会当日、一度も勝てずに敗退したメンバーの中から負け残りの形で予選が行われ、負け残った8名が決勝ラウンドに参加することになった。これら16名のメンバーにより」行われた決勝ラウンドの結果、最弱女王はSKE48の松村香織に決定した。その模様は「希望的リフレイン」のType-A特典DVDに「Part1」が、「希望的リフレイン」のType-B特典DVDに「Part2」がそれぞれ収録されている。

## 公式関連出版物
- 光文社エンタテインメント編集部編『FLASH増刊 AKB48じゃんけん大会公式ガイドブック 2014』光文社、2014年9月